# Cibeunying (Cimenyan)
Cibeunying is een bestuurslaag in het regentschap Bandung van de provincie West-Java, Indonesië. Cibeunying telt 28.731 inwoners (volkstelling 2010).